# Руандийская федерация футбола
Руанди́йская федера́ция футбо́ла (ФЕРУАФА) (руанда Ishyirahamwe ry’Umupira w’Amaguru mu Rwanda, англ. Rwandese Association Football Federation, фр. Fédération Rwandaise de Football Association (FERWAFA)) — организация, осуществляющая контроль и управление футболом в Руанде. Располагается в столице государства — Кигали. РФФ основана в 1972 году, вступила в ФИФА и в КАФ в 1978 году. В 1995 году также стала членом КЕСАФА. Федерация организует деятельность и управляет национальной и молодёжными сборными. Под эгидой федерации проводится чемпионат страны и многие другие соревнования. Женский футбол в Руанде развит слабо.